# Marquesado de Foronda
El marquesado de Foronda es un título nobiliario español con Grandeza de España, creado el 24 de junio de 1916 por el rey Alfonso XIII a favor de Manuel de Foronda y Aguilera.
Su denominación hace referencia además de al apellido del primer titular, a la localidad alavesa de Foronda, anexionada actualmente al municipio de Vitoria.

## Marqueses de Foronda
|                           | Titular                                     | Periodo                   |
| Creación por Alfonso XIII | Creación por Alfonso XIII                   | Creación por Alfonso XIII |
| ------------------------- | ------------------------------------------- | ------------------------- |
| I                         | Manuel de Foronda y Aguilera                | 1916-1920                 |
| II                        | Mariano de Foronda y González-Bravo         | 1921-1961                 |
| III                       | Luis de Foronda y Gómez                     | 1963-1988                 |
| IV                        | Manuel de Foronda y de Sentmenat            | 1989-2012                 |
| V                         | María Teresa de Foronda y Torres de Navarra | 2013-actual titular       |

## Historia de los marqueses de Foronda

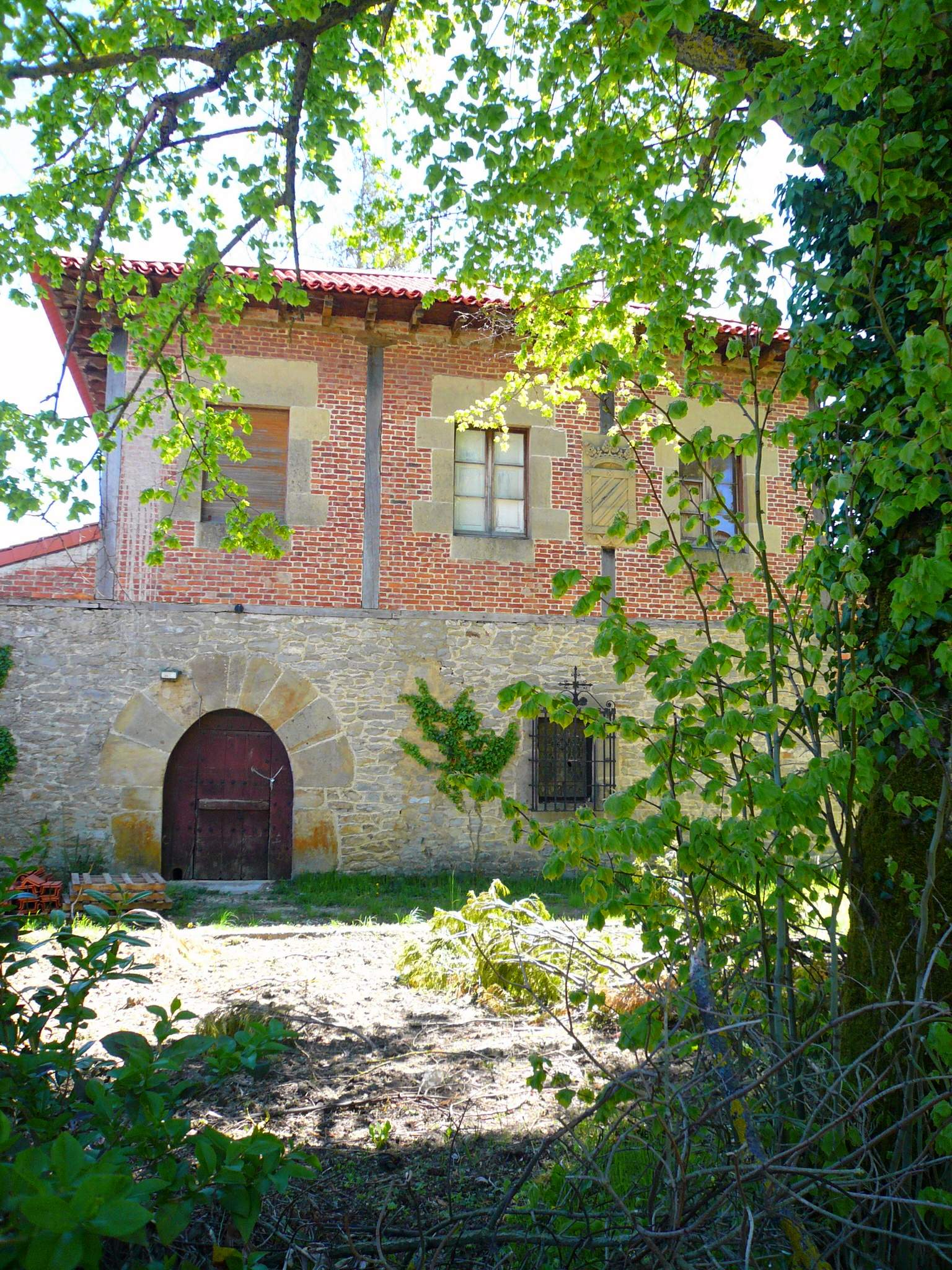
Palacio del marqués de Foronda en la localidad de Foronda del término municipal de Vitoria

- Manuel de Foronda y Aguilera (Ávila, 13 de agosto de 1840-10 de noviembre de 1920), i marqués de Foronda, geógrafo y académico de la Real Academia de la Historia.[1]  Era hijo de Manuel de Foronda y Sánchez-Biedma y de Josefa María de Aguilera y Moyano de Haro.

Se casó el 20 de julio de 1867 con María de los Dolores González-Bravo y Vallarino. Le sucedió su hijo:
- Mariano de Foronda y González-Bravo (1873-17 de julio de 1961), ii marqués de Foronda,[1] ii conde de Larrea (por rehabilitación en 1930) y i conde de Torre Nueva de Foronda.

Contrajo matrimonio el 29 de enero de 1904 con María de las Mercedes Gómez y Uribarri. Le sucedió su hijo:
- Luis de Foronda y Gómez, (1906-17 de septiembre de 1988), iii marqués de Foronda.[1]

Se casó el 28 de enero de 1931 con María Josefa de Sentmenat y Mercader. Le sucedió su hijo:
- Manuel de Foronda y de Sentmenat (1932-2012), iv marqués de Foronda[1] y iii conde de Torre Nueva de Foronda.

Se casó en primeras nupcias con María de los Dolores Torres de Navarra; en segundas con María Marta de Foronda y Huergo y en terceras nupcias con Margarita Acero Prats.
Le sucedió su hija del primer matrimonio:
- María Teresa de Foronda y Torres de Navarra, v marquesa de Foronda[2] y iv condesa de Torre Nueva de Foronda.[3]